# Saint-Clément-de-la-Place
Saint-Clément-de-la-Place település Franciaországban, Maine-et-Loire megyében. Lakosainak száma 2139 fő (2022. január 1.). Saint-Clément-de-la-Place Bécon-les-Granits, Saint-Lambert-la-Potherie, Longuenée-en-Anjou és Erdre-en-Anjou községekkel határos.

## Népesség
A település népessége az elmúlt években az alábbi módon változott:
| Lakosok száma | 904  | 1200 | 1320 | 1727 | 2118 | 2190 | 2131 | 2098 | 2094 | 2139 |
|               | 1968 | 1982 | 1990 | 2006 | 2013 | 2015 | 2017 | 2019 | 2020 | 2022 |